# محمد سید طنطاوی
محمد سید طنطاوی (۱۹۲۸–۲۰۱۰) امام جماعت مسجد الازهر و شیخ دانشگاه الازهر مصر بود. طنطاوی، ۱۹ اسفند ۱۳۸۸ در ریاض درگذشت.

## زندگی
طنطاوی در ابتدا به عضویت مؤسسه ادیان اسکندر پیوست او همچنین در دانشگاه اسلامی لیبی تحصیل کرده‌است در دهه ۱۹۸۰ پس از سفر به عربستان سعودی به ریاست بخش تفسیر دانشگاه اسلامی مدینه برگزیده شد. طنطاوی در سال ۱۹۸۵ به مصر بازگشت. او در سن ۵۸ سالگی به عنوان مفتی اعظم مصر برگزیده شد. در سال ۱۹۹۶، ده سال پس از رسیدن طنطاوی به درجه مفتی اعظم، او از سوی حسنی مبارک به عنوان شیخ الازهر انتخاب شد.

## دیدگاه‌ها
پس از ممنوع شدن پوشش حجاب در مدارس فرانسه طنطاوی طی فتوایی به دختران اجازه داد تا بتوانند بدون حجاب در کلاس‌های درس حضور یابند. او همچنین درفتوایی سقط جنین را برای زنان قربانی تجاوز جنسی مجاز دانست. طنطاوی ختنه زنان را غیراسلامی دانسته‌است. طنطاوی بمب‌گذاری انتحاری را نیز مردود دانسته‌است.
در جریان دیدار طنطاوی از یکی از شعبات الازهر در مصر، در گفتگویی بین این رهبر مذهبی و یک دختر روبنده دار طنطاوی از این دانش آموز مصری خواسته بود تا روبنده خود را بردارد و به او گفته بود روبنده زدن در اسلام جایی ندارد و هیچ حکمی دربارهٔ روبنده زدن زنان وجود ندارد (نقل به مضمون).
که دختر از این کار سرباز زد. از آن پس شیخ الازهر با صدور فرمانی رسمی، پوشش روبنده را در تمامی شعبات دانشگاه الازهر مصر ممنوع اعلام کرد. پس از آن وزارت آموزش و پرورش مصر این دستور را به تمام مراکز آموزشی مصر تسری داد اما پس از مدتی دیوان عالی آن را لغو کرد.

## رابطه با اسرائیل
دست دادن طنطاوی با شیمون پرز، رئیس‌جمهور اسرائیل در سال ۲۰۰۸ واکنش‌هایی را در مصر و کشورهای اسلامی برانگیخت. طنطاوی گفته بود در هنگام دست دادن، نمی‌دانسته که طرف مقابل، رئیس‌جمهور اسرائیل است.

## رابطه با ایران
طنطاوی هنگام سخنرانی محمد خاتمی در الازهر در کنار او حضور داشت. وی همچنین دیدارهایی را با مقامات ایران از جمله علی لاریجانی و حداد عادل داشت. او همچنین با ساخت شعبه الازهر در تهران موافقت کرده‌ بود. با این حال طنطاوی پس از ساخت مستند اعدام فرعون درایران که به ماجرای ترور انور سادات رئیس‌جمهور سابق مصر می‌پردازد اعلام کرد که این فیلم باید آتش زده شود.

## درگذشت
محمد سید طنطاوی، (مرگ: ۱۰ مارس ۲۰۱۰)رئیس دانشگاه الازهر مصر بر اثر سکته قلبی در جریان سفر خود به عربستان سعودی درگذشت.